# Corbigny
Corbigny is een gemeente in het Franse departement Nièvre (regio Bourgogne-Franche-Comté) en telt 1576 inwoners (2011). De plaats maakt deel uit van het arrondissement Clamecy.

## Geschiedenis
Corbigny was traditioneel een van de eerste halteplaatsen op de Via Lemovicensis van Vézelay naar Santiago de Compostella. Hier aanbaden de pelgrims de niet onomstreden relikwieën van de heilige Leonardus.

## Economie

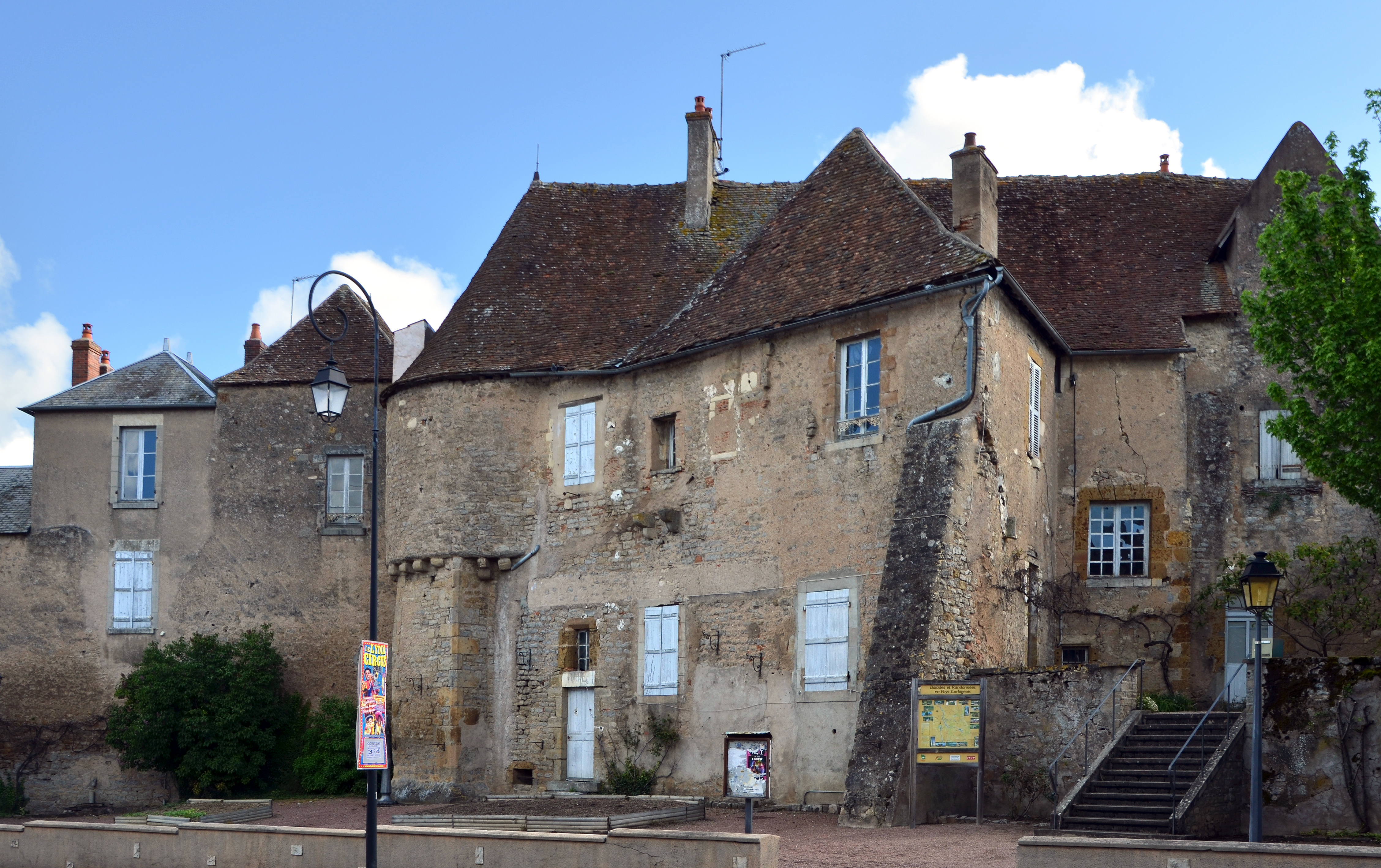
Oude huizen in Corbigny.

Corbigny ligt midden in een gebied dat gekarakteriseerd wordt door veehouderij (charolais-runderen). Het heeft een elektronische veemarkt voor de handel in runderen en schapen. Gelegen aan de voet van de Morvan en nabij het Canal du Nivernais heeft het toerisme een belangrijke functie. Een speciale rol speelt het culturele centrum in de Abdij Saint-Léonard de Corbigny ("l'Abéïcité") dat schouwplaats is voor vele culturele activiteiten, waaronder Les fêtes musicales de l'Abbaye.
De plaats bezit een spoorwegstation van de SNCF met een dagelijkse verbinding naar Parijs. Het station is eindpunt van de lijn van Clamecy naar Gilly-sur-Loire, waarvan het traject na Corbigny niet meer geëxploiteerd wordt.

## Geografie
De oppervlakte van Corbigny bedraagt 20,0 km², de bevolkingsdichtheid is 81,4 inwoners per km².
De onderstaande kaart toont de ligging van Corbigny met de belangrijkste infrastructuur en aangrenzende gemeenten.

## Demografie
Onderstaande figuur toont het verloop van het inwonertal (bron: INSEE-tellingen).